# مهرداد هدایتیان
مهرداد هدایتیان (زادهٔ ۲ نوامبر ۱۹۹۷) بازیکن فوتبال اهل ایران است که در پست وینگر برای باشگاه فوتبال خیبر خرم‌آباد بازی می‌کند.